# Förbud

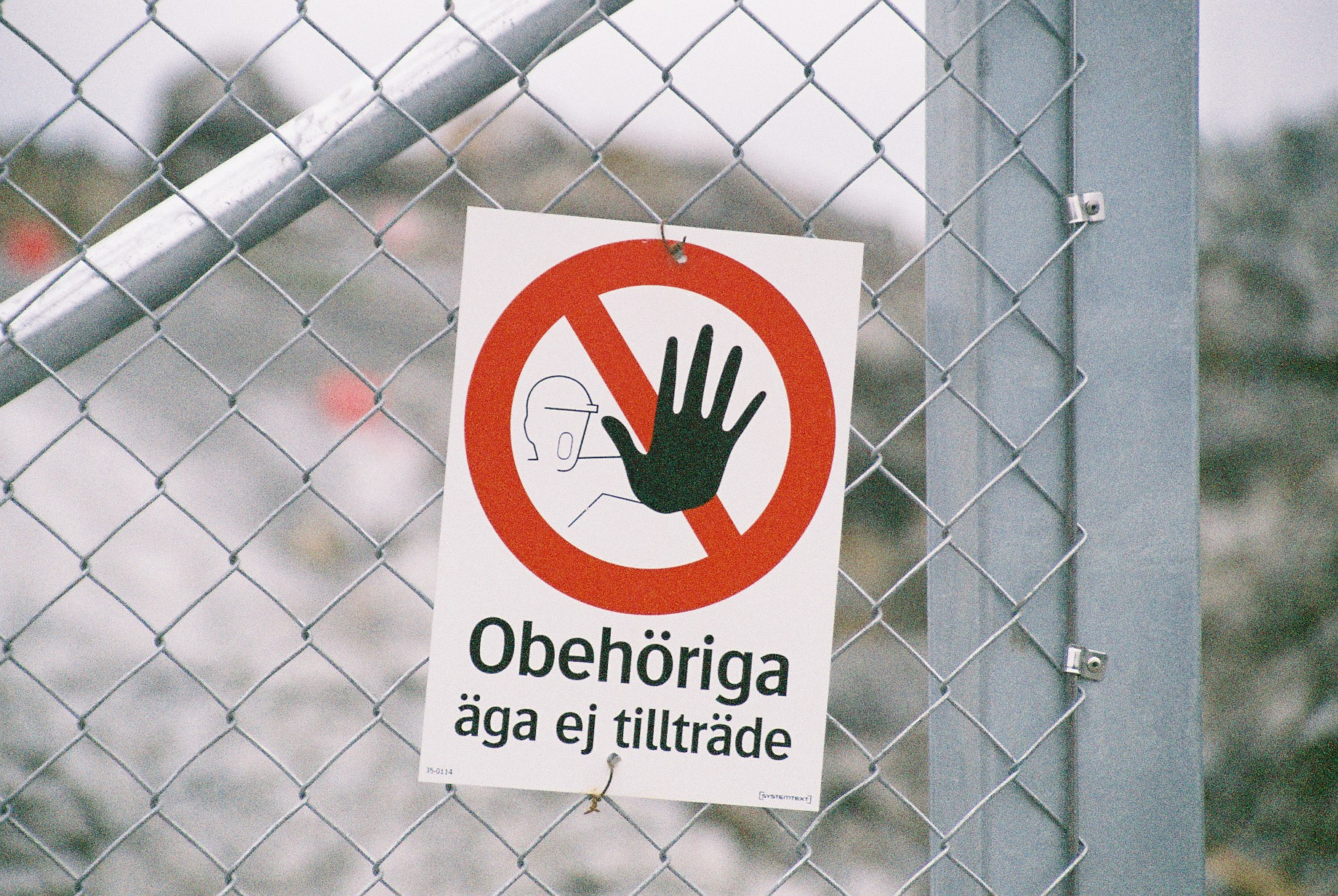
Förbudskylt på en byggnadsarbetsplats på Kvarnholmen i Nacka.

Ett förbud är en regel eller lag som inte tillåter en viss handling.
Det finns flera typer av förbud.
- Förbud enligt lag. Att bryta mot ett sådant förbud är brottsligt.
- Förbud enligt civilrättsligt avtal. Att bryta mot ett sådant förbud kan medföra skadestånd enligt avtalet.
- Förbud enligt ordningsregler för en allmän lokal. Överträdelse kan medföra avvisning från lokalen.
- Förbud inom sport och spel. Överträdelse medför straff enligt reglerna.
- Religiösa, kulturella och sociala förbud. Kallas vanligen tabu.

## Typer av förbud
- Alkoholförbud
- Besöksförbud
- Djurförbud
- Fotograferingsförbud
- Fängelseförbud
- Körförbud
- Näringsförbud
- Rökförbud